# Nyugat-Szahara
Nyugat-Szahara, hivatalos nevén Szaharai Arab Demokratikus Köztársaság nagyrészt marokkói megszállás alatt álló magrebi ország.
Hivatalosan az ENSZ Dekolonizációs Bizottságának a felügyelete alatt áll.[forrás?]  Az ENSZ 1960-ban nyilvánította nem autonóm területnek Nyugat-Szaharát, egészen addig Spanyolország egyik tartománya volt. Hiába nyerte el 1976-ban a függetlenségét, mert 1979-ben Marokkó a területének a nagy részét megszállta.
A terület legnagyobb része marokkói megszállás alatt áll. Marokkó jelenlétét Nyugat-Szaharában sem az ENSZ, sem más országok nem ismerték el. 1976-ban jött létre a Polisario Front, amely először a spanyol gyarmatosítók, majd a marokkói megszállás ellen küzdött. Ők hozták létre a Szaharai Arab Demokratikus Köztársaságot, amely 1976-ban kikiáltotta a függetlenségét. A marokkói megszállás után a lakosság jelentős része Algériába menekült, ahol létrejött a Szaharai Arab Demokratikus Köztársaság kormánya.
2017-ig egyetlen ENSZ-tagállam sem ismerte el hivatalosan Marokkó fennhatóságát Nyugat-Szahara felett. Arra azonban több ország is nyitottnak mutatkozott, hogy elfogadja a terület marokkói megszállását, ha az a királyság autonóm  része lesz. 2020-ban az Amerikai Egyesült Államok elismerte Marokkó fennhatóságát Nyugat-Szahara felett.

## Földrajz

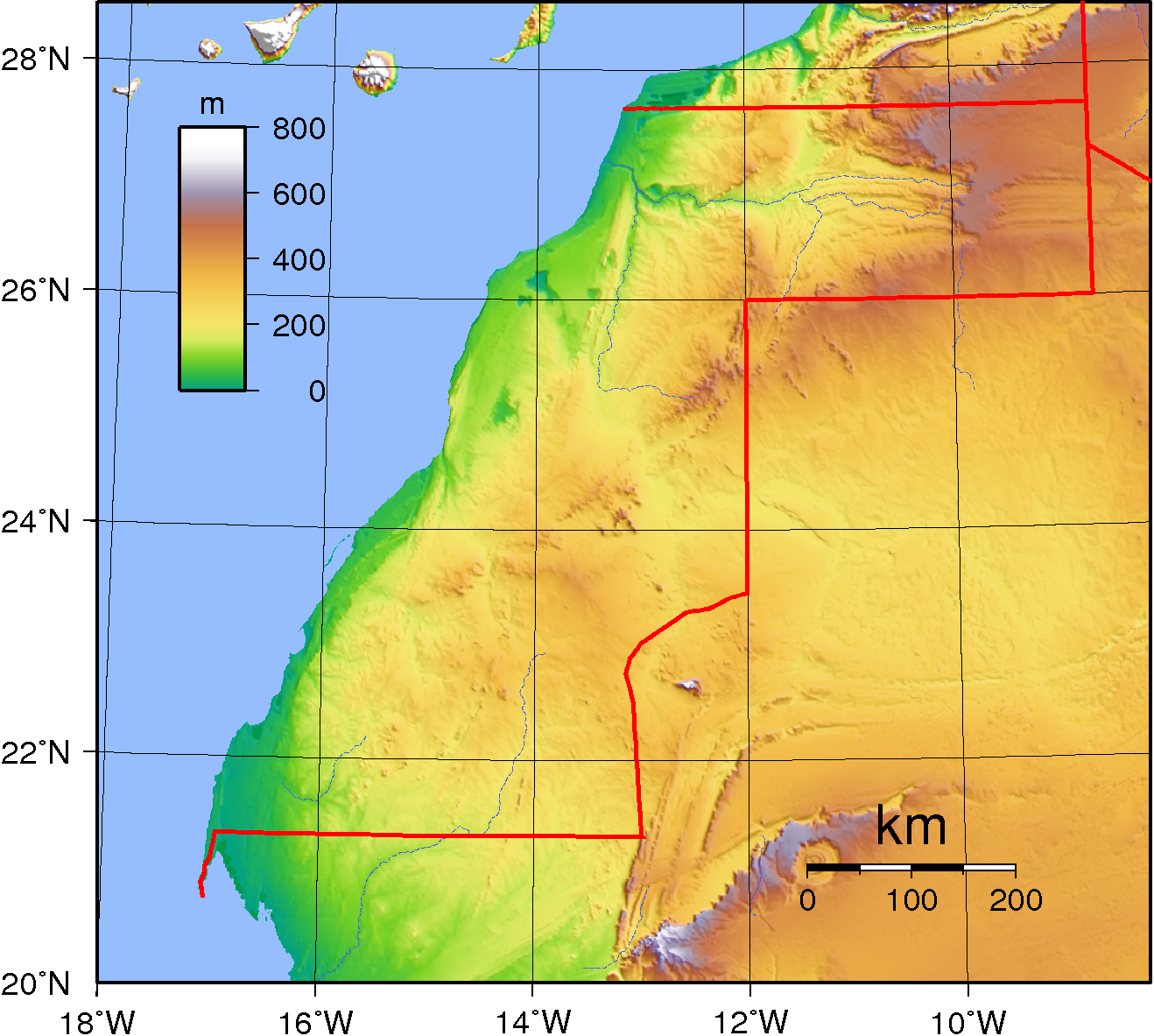
Nyugat-Szahara domborzati térképe

Nyugat-Afrika északnyugati részén helyezkedik el. Nyugatról az Atlanti-óceán határolja, északról Marokkó, keletről Algéria, délről Mauritánia.
Az Atlanti-óceánt kísérő keskeny, tengerparti síkság kelet felé 500 m magasságig emelkedő homokos, sziklás vidékbe megy át. Legmagasabb pontja északkeleten van: 823 m. Az ország nagy része homok- és kősivatag.
Állandó vízfolyással nem rendelkezik, de tavasszal időnként előfordulnak eső utáni áradások. A tengerpart mentén a hideg tengeráramlat ködöt tud létrehozni.

## Éghajlat
Forró, sivatagi éghajlata van.

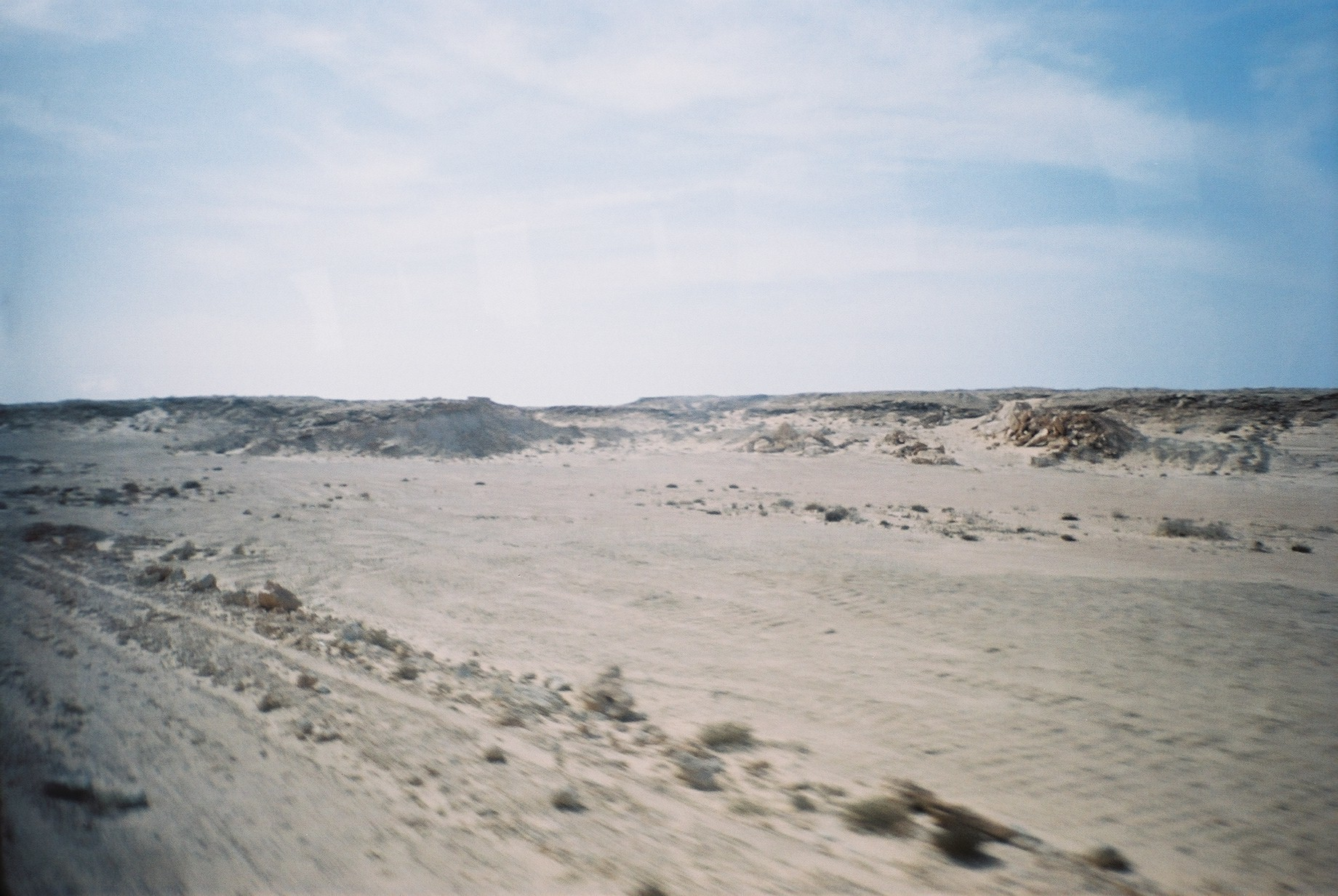
Sivatag Nyugat-Szaharában

Az ország belsejében nyáron gyakori a 43–45 °C forróság. Télen a legmagasabb hőmérséklet 25-30 °C között mozog. Az ország északkeleti részén, a sivatagban éjszaka a hőmérséklet 0 °C alá is csökkenhet. Az éves csapadékmennyiség nem éri el az 50 mm-t.

## Nemzeti park
A politikai viszonyok következtében Nyugat-Szaharában a marokkói természetvédelmi törvényeket alkalmazzák. A mauritániai határ mentén, az ottani Banc d'Arguin Nemzeti Parkhoz csatlakozó területen jelölték ki Nyugat-Szahara egyetlen nemzeti parkját: a Dakhla Nemzeti Parkot.

## Történelem
Az egykori spanyol gyarmat (Rió de Oro és Saguiet el-Hamra) 1976 elején vált függetlenné, de nem sokkal ezután Marokkó és Mauritánia háborút indítottak ellene, és területének mintegy 2/3-át megszállták. 1979-ben Mauritánia vereséget szenvedett az őslakosoktól, majd a békekötés után kivonult Nyugat-Szaharából. Ezután Marokkó az ország teljes területét elfoglalta, emiatt nem lehetett tagja a formálódó Afrikai Uniónak.
A Polisario Front gerillaharcainak köszönhetően Marokkó uralma Nyugat-Szahara felett meggyengült, de még nem ért véget, a terület végső státuszáról (a teljes függetlenségről vagy a Marokkóhoz tartozásról) egy hosszú évek óta halogatott népszavazás tudna dönteni. A felek nem tudnak megegyezni a szavazáson részvételre jogosultakról. A népszavazás megszervezésében kulcsszerepe van az ENSZ Nyugat-Szaharai különleges kontingensének, a MINURSO-nak (melynek magyar vezetője is volt Száraz György vezérőrnagy személyében).
A fegyveres konfliktus 1991 óta szünetel, az ország két részre – a Marokkó által ellenőrzött nyugati részre és a Felszabadított Zónára – van osztva, a megszállók által létrehozott falrendszer (Berm) mentén. A nyugat-szaharai lakosság jelentős része az algériai Tindouf környékén található menekülttáborokban él.

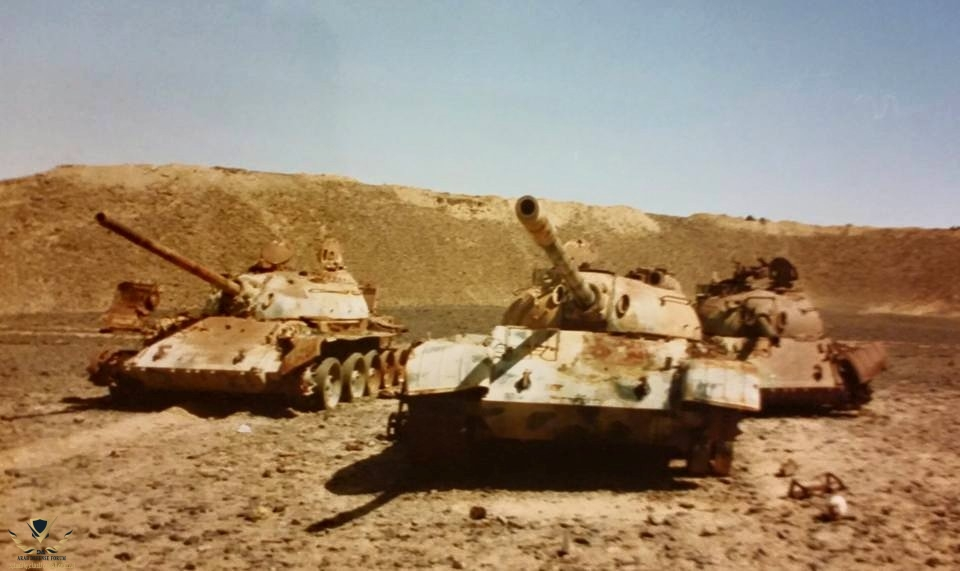
3 megsemmisített T-55-ös tank a Polisario frontján, Nyugat-Szaharában

Bár a kérdésben már az Európai Unió is állást foglalt, amely szerint Nyugat-Szahara nem marokkói terület, ez nem változtatott a fennálló helyzeten.

## Gazdaság
Bevételének fő forrását a foszfátbányászat, a halászat és a nomád pásztorkodás jelenti. A száraz éghajlat a mezőgazdasági tevékenységeket korlátozza, így élelmiszerekből, mezőgazdasági termékekből behozatalra szorul. A kereskedelem és az ipari tevékenység a kormányzat ellenőrzése és irányítása alatt áll, viszont az életszínvonal jóval elmarad a marokkóitól.

## Népesség
| 2019 | 582 000 |
| 2021 | 612 000 |

### Etnikai megoszlás
50% fekete-afrikai, 45% berber, 5% arab. A marokkói megszállási zónában a lakosság zömét marokkói telepesek teszik ki.

### Nyelv
Az országban a berber-arab nyelvet beszélik.

### Vallás
Nyugat-Szahara lakossága szunnita iszlám vallást követ, amelyre hatással vannak ősi berber és afrikai hagyományok is az iszlám előtti időkből.

## Kultúra
Az ország fő népességét a szahravik alkotják, akik egy arab nyelvű, berber-arab keveredésből létrejött nomád népcsoport. A mauritániai mórok is ugyanazt a nyelvváltozatot beszélik, mint a szahravik, azonban fizikai megjelenésük és kulturális hátterük különböző. Történelmi fejlődésükben is eltérnek, ugyanis a szahvarik másfajta törzsi elrendezősében éltek a mauritániaiaktól, amelyet a gyarmati uralom (előbbit a spanyol, utóbbit a francia) is formált.
A nyugat-szaharai konfliktus és a lakosság jelentős részének Algériába történő menekülése hatalmas törést eredményezett az addigi társadalmi rendszerben. Egész törzsek és klánok voltak kénytelenek elhagyni lakóhelyüket és a marokkói telepesek miatt is jelentős változáson esett át a társadalom szerkezete.
A spanyol nyelv jelentősége a mai napig megmaradt a területen. A gyarmati uralom után is számos helyi értelmiségi ment tanulni Spanyolországba, sőt Kubába is diákcsereprogramok keretében. Spanyolországban 1988 óta létezik egy program, amely mintegy 7-10 ezer nyugat-szaharai gyermeket támogat, többek között nyaranta Spanyolországban tartózkodhatnak családoknál. Ez vonatkozik az Algériában menekültként élő gyerekekre is. Ezen programok által a spanyol nyelv használata az új generációknál is fennmarad.

### A nők szerepe
A szahravi kultúrában a nőknek mindig is nagy szerepük volt és aránylag több jogot is élveztek, sőt örökölhettek is, így némi függetlenséget nyertek férjüktől és családjuktól. Már a spanyol uralommal szembeni ellenállásokról is jelentős mértékben hozzájárultak a antikolonista, függetlenségi mozgalmakhoz. A szahvari kultúrának figyelemre méltó a költészete, amelynek férfiak mellett női alkotói is vannak. A múltban ez a költészet inkább orális jellegű volt, mostanra már írott formában is jellemző, megjelenése viszont korlátozott erős politikai tartalma miatt.

### Gasztronómia
A szomszéd népek kereszteződése okán az arab és berber gyökerű nyugat-szaharai konyhában más egyéb sajátosságok is keverednek, melyek Mauritániából, Marokkóból, Algériából és Spanyolországból származnak.
Mivel a terület élelmiszertermelés tekintetében erősen korlátozott lehetőségekkel bír, s az élelmiszert főleg importálni kell, ezért a gasztronómiai kínálat is szűkös. Fő élelmiszerforrást a halászat és a nomád állattenyésztés jelentenek.
Fő étel a többi Maghreb országban is elterjedt és népszerű kuszkusz, amely gyakran más ételeket is kísér az étkezéseknél. Délen gyakori hozzávalója az ételeknek a földimogyoró.
Hús tekintetében a szahravik főleg kecskét és tevét fogyasztanak. A húsfogyasztás a nomádoknál elsődleges táplálékforrás, mellette az állatok tejének (főleg a kecskéé és a tevéé) és az abból készült tejtermékeknek a fogyasztása is. Jelen van étkezésükben továbbá a bárányhús is. Egyes törzsek termesztenek néhány gabonafélét (búzát és árpát). Tevehúsból készül egy helyi pörköltkülönlegesség a tádzsin. Tejes gabonakása az el-ajh.
A sivatagos országban szétszórtan elhelyezkedő oázisokban termesztenek zöldségeket és gyümölcsöket. A tengerpart mentén a törzsek étkezését meghatározza a hal és a rizs. Errefelé fogyasztják a spanyol eredetű arroz con pescado nevű halételt.
Italok közül a tea a legfontosabb Nyugat-Szaharában, amely elmaradhatatlan a társasági összejövetelek alatt, sőt a barátság és vendégszeretet kinyilvánítására szolgál. Fogyasztása szinte rituális módon történik.
A marokkói telepesek étkezését hazájuk gasztronómiája határozza meg.

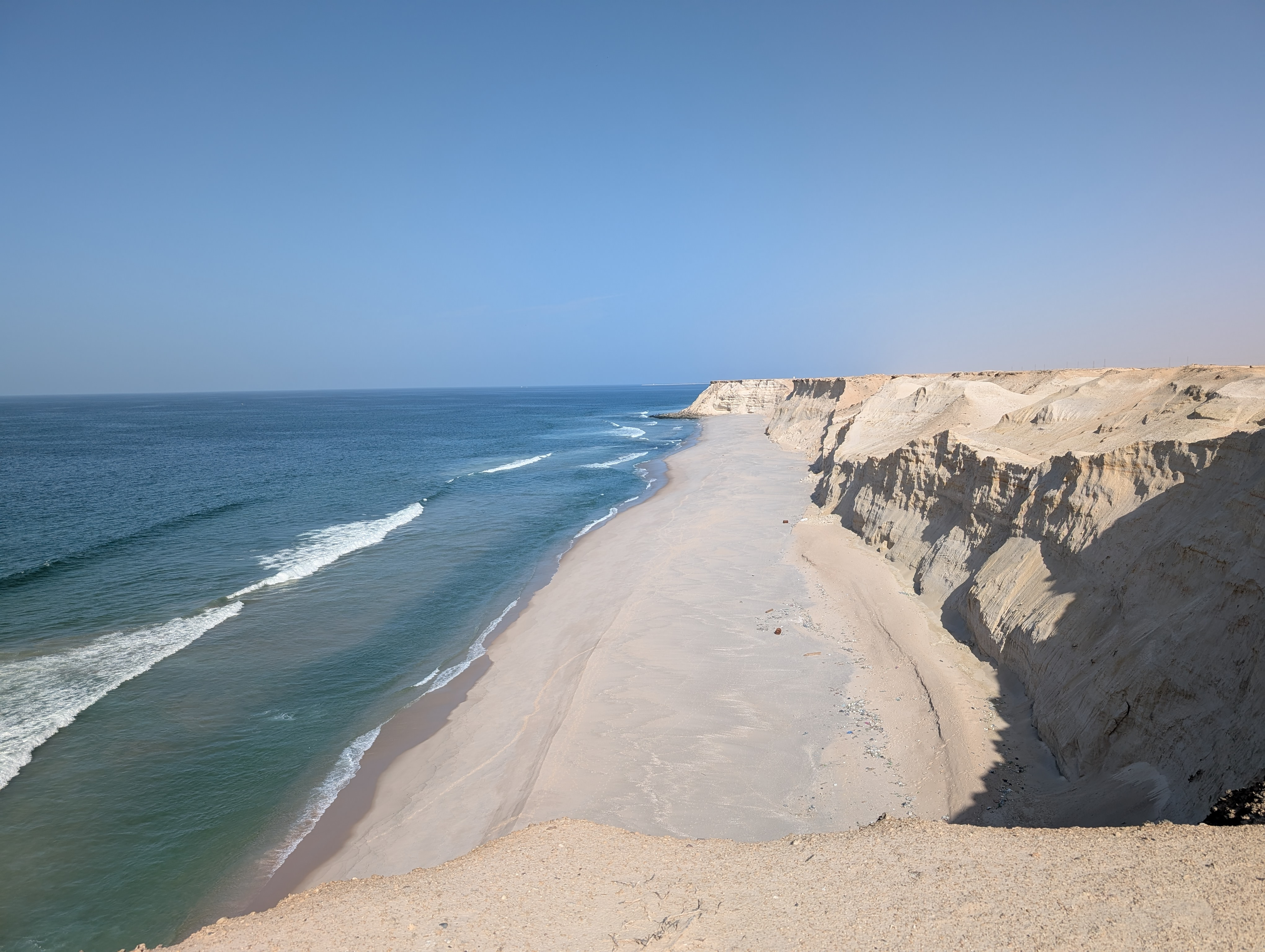
Dakhla Nemzeti Park
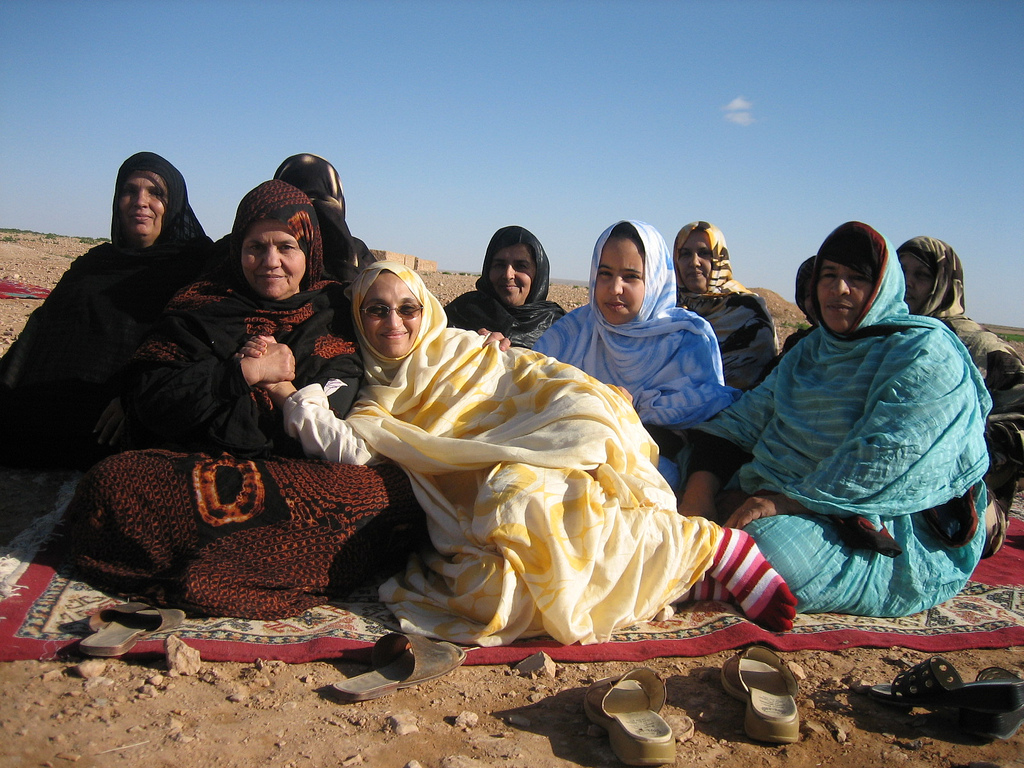
Szahravi nők
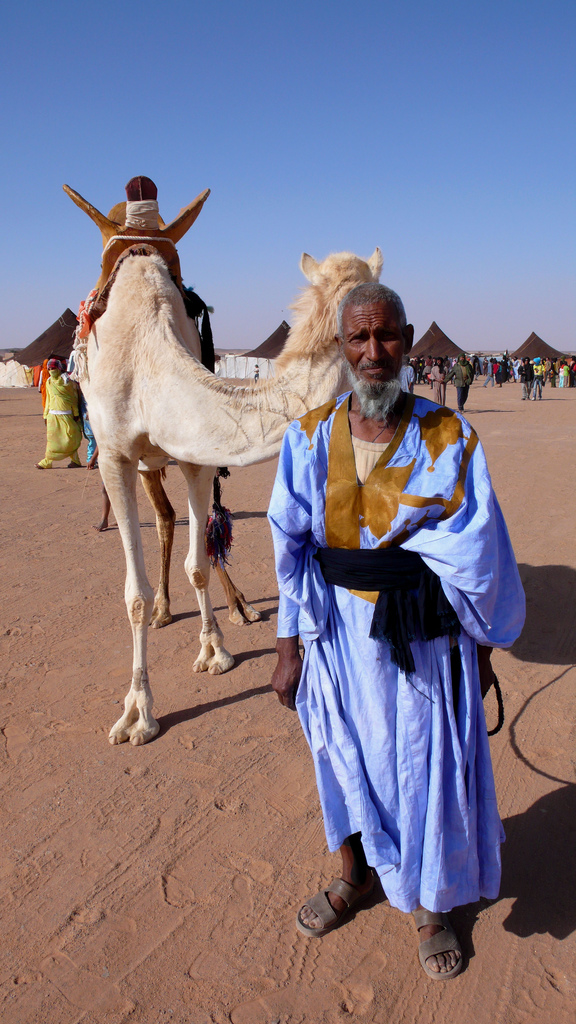
Szahravi férfi tevéjével, a Dakhla menekülttáborban, Algériában
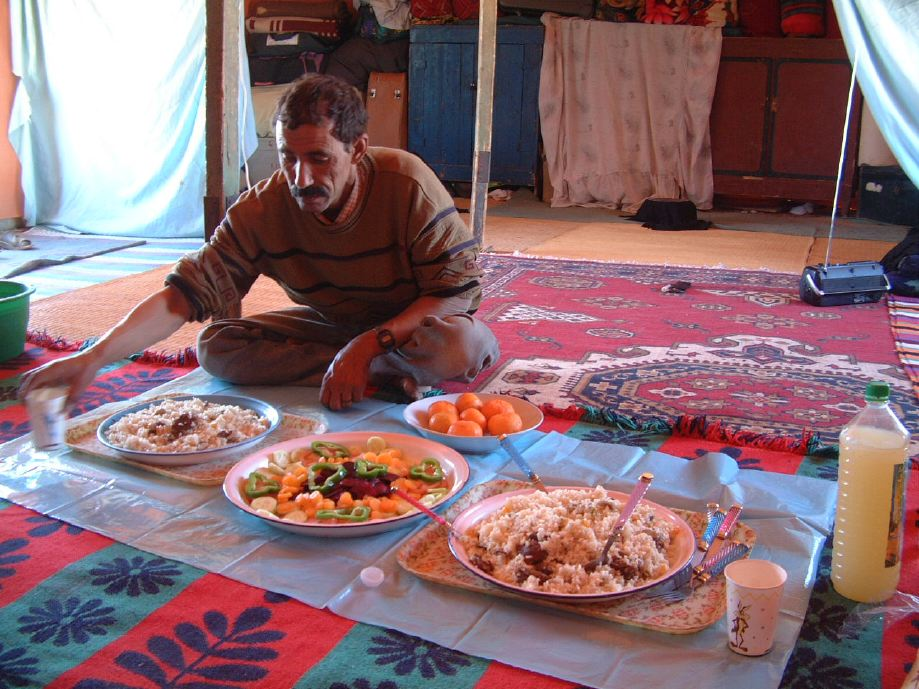
Szahravi ételek

## Városok

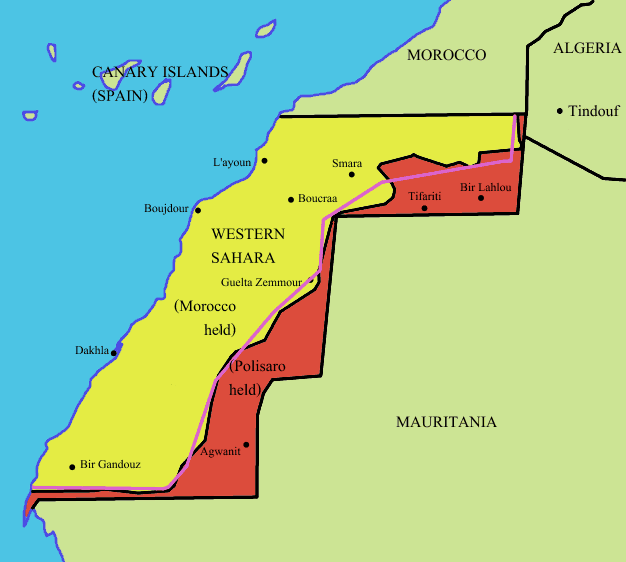
Nyugat-Szahara területe

| Nyugat-Szahara városai |                   |               |                      |                      |              |
| Rangsor                | Név               | Név           | Lakosság             | Lakosság             | Tartomány    |
| Rangsor                | Latin betűkkel    | Arab betűkkel | 1994-es népszámlálás | 2004-es népszámlálás | Tartomány    |
| 1.                     | El-Ajún           | العيون        | 136 950              | 194 668              | El-Ajún      |
| 2.                     | Ed-Dahla          | الداخلة       | 29 831               | 58 104               | Ved-ed-Dahab |
| 3.                     | Szmara            | السمارة       | 28 750               | 40 347               | Szmara       |
| 4.                     | Rász-Búdzs-ed-Dúr | بو جدور       | 15 167               | 36 843               | Búdzs-ed-Dúr |
| 5.                     | Em-Marszí         | المرسى        | 4 334                | 10 229               | El-Ajún      |
| 6.                     | Havdza            | الحوزة        | 2 940                | 8 769                | Szmara       |
| 7.                     | Mahbesz           | المحبس        | 1 193                | 7 331                | Assa-Zag     |
| 8.                     | Geltat-Zemmúr     | گَلتَة زَمُّور     | 4 716                | 6 740                | Búdzs-ed-Dúr |
| 9.                     | Bír-Anzáren       | ?             | 867                  | 6 597                | Ved-ed-Dahab |
| 10.                    | Tichla            | ?             | 290                  | 6 036                | Avszerd      |
| 11.                    | Avszerd           | ?             | 672                  | 5 832                | Avszerd      |
| 12.                    | El-Aargub         | ?             | 1 374                | 5 345                | Ved-ed-Dahab |
| 13.                    | Guera             | الكويرة       | 509                  | 3 726                | Avszerd      |

## Telekommunikáció
| Hívójel prefix | S0 |
| ITU zóna       | 46 |
| CQ zóna        | 33 |